# Пресіч Ольга Вікторівна
Ольга Вікторівна Прéсіч (англ. Olga Pressitch; 27 липня 1967) — українська та канадсько-українська поетеса й літературознавець. Член Спілки письменників України з 1994 року. Дружина історика Сергія Єкельчика.

## Біографія
Народилася у місті Києві. Закінчила філологічний факультет Державного педагогічного університету ім. М. П. Драгоманова.
У 1996 році емігрувала до Канади.
Працює в Університеті Вікторії (Канада) викладачем української мови та культурної історії Східної Європи.

## Творчий доробок
Авторка двох поетичних збірок: «Імпресії» (1994) та «Дон Жуан та інші примари» (2010). Вірші друкувалися в журналах «Україна», «Нові дні» (Канада), газетах «Літературна Україна», «Молодь України», «Народна армія», альманасі «Вітрила», «Хрестоматії з історії української літератури в Канаді». Авторка літературознавчих статей про повоєнну діаспорну прозу, зокрема про творчість Василя Вишиваного, Уласа Самчука, Яра Славутича та ін. Поетична мова Ольги Пресіч багата на метафори, для неї характерне часте звертання до образів світової літератури.